# Шинтоизъм
Шинтоизмът (на японски: 神道, по английската система на Хепбърн: Shintō; букв. – „пътят на боговете“) е традиционна японска религия, датираща от древността. Тя няма определен основател или свещени книги, няма и строга доктрина. Пропагандата и проповядването му не са приети, защото шинтоизмът е дълбоко вкоренен в японците и техните традиции. Моралният му кодекс обикновено следва този на конфуцианството. Моралните ценности са фокусирани върху благоденствието на групата и това е коренът на прословутия японски колективизъм. Често тази религия се възприема като път за обединение на обществото около общи ценности.
Шинтоизмът се появява още през периода Яйои (300 пр. Хр.). За ранния шинтоизъм не се знае почти нищо. Той е смес от обожествяване на природата, култ към плодородието, правене на магии и почитане на герои. Името му произхожда от китайските думи „шин тао“ – път на боговете. С това си име е известен от 8 век (период Нара), когато будизмът навлиза от Китай и двете религии се срещат. По време на периода Мейджи (1868 – 1912), японската власт премахва будисткото влияние от шинтоизма и го превръща в държавна религия, като по този начин подбужда национализма и култа към императора. Самият император е издигнат до статута на ками. С образуването на Японската империя в края на 19 век, шинтоизмът достига и други райони на Източна Азия. Обаче, след поражението на Япония във Втората световна война, шинтоизмът официално е отделен от държавата.
Митологията на шинтоизма е изложена в ранносредновековни писмени паметници като „Коджики“, „Нихонги“ и др. Шинтоистката история за произхода на света разказва за боговете, наречени ками. Те са свещени духове, които могат да приемат формата на предмети или понятия за живота, като вятър, дъжд, дървета, реки, плодородие. Хората стават „ками“ след като умрат и са почитани от техните семейства като родови „ками“.
Противно на много монотеистични религии в шинтоизма няма нищо абсолютно. Няма абсолютно зло и добро и никой не е перфектен. Шинтоизмът е оптимистична религия, хората са сътворени да бъдат добри, а злото се предизвиква от злите духове. Целта на повечето ритуали на шинтоизма е те да се държат на разстояние чрез пречистване, молитви и приношения.
Шинтоистките светилища са място за поклонение и са домове за ками. Повечето светилища провеждат фестивали (мацури), чиято цел е да покажат на ками външния свят. Прочутите японски оригами, или „хартията на духовете“, са хартиени фигурки на птици, изработвани за късмет и щастие. Те често се виждат окачени около шинтоистките храмове. От уважение към духа на дървото, което е дало живот на хартията, при оригамите тя никога не се реже, а се къса. Днес има трайна тенденция за опазване на традициите на старото шинтоистко изкуство: храмовата архитектура, древните изкуства като театъра Но и калиграфията, дворцовата музика гагаку, идваща от двора на Танг в Китай (618 – 907) и старата танцова музика, свирена на традиционните инструменти кото и шапухачи.
В днешно време, шинтоизмът се практикува главно в Япония, където има над 80 хиляди шинтоистки светилища. Въпреки това, много малко японци са религиозни.